# Mirijam
Mirijam je žensko osebno ime.

## Izvor imena
Ime Mirijam je različica ženskega osebnega imena Mirjam.

## Pogostost imena
Po podatkih Statističnega urada Republike Slovenije je bilo na dan 31. decembra 2007 v Sloveniji število ženskih oseb z imenom Mirijam: 74.

## Osebni praznik
Osebe z imenom Mirijam godujejo takrat kot osebe z imenom Marija.